# Керр, Джош
Джош Керр (англ. Josh Kerr; род. 8 октября 1997, Эдинбург) — британский легкоатлет, двукратный призёр Олимпийских игр, чемпион мира 2023 года и чемпион мира 2024 года в помещении в беге на 1500 м.

## Биография и спортивная карьера
Родился 8 октября 1997 года в городе Эдинбург, Шотландия, Великобритания.
Джош Керр выиграл золотую медаль на чемпионате Европы среди юниоров 2015 года. В 2016 году на Чемпионате мира в Польше для юниоров до 20 лет Керр занял 10-е место.
Керр представлял Великобританию на чемпионате мира 2017 года, но не дошел до полуфинала. В 2019 году принимал участие в Чемпионате мира	в Дохе, Катар. Там он занял шестое место со временем 3:32,52.
Его тренерами были: Дэвид Кэмпбелл до 2015 года, Марк Поллард в течение 2015 года, Джо Франклин с 2015 до 2018 года, Дэнни Маки с 2018 по настоящее время.
На Олимпийских играх в Токио-2020 Керр завоевал бронзу на дистанции 1500 м с личным рекордом — 3:29,05. В этом финале он уступил Якобу Ингебригтсену и Тимоти Черуйоту.
В 2023 году на чемпионате мира по лёгкой атлетикев Будапеште Керр выиграл золото в беге на 1500 метров с результатом 3:29,38. 

## Личные рекорды
Открытый
- 800 метров — 1:46,06 (Портленд 2019)
- 1500 метров — 3:29.05 (Токио 2021)
- 3000 метров — 8:35.15 (Бедфорд, 2014)
- 5000 метров — 13:28,66 (Лос-Анджелес, 2019)

В помещении
- 800 метров — 1:47,37 (Глазго 2019)
- 1500 метров — 3:35,72 (Бирмингем, 2019)
- Одна миля — 3:53,65 (Нью-Йорк 2019)[6]